# 遊譽大空
遊譽 大空 （ゆうよ だいくう、1960年5月11日 - ）は、日本の浄土宗の僧侶、タレント。

## プロフィール
東京都出身で江戸時代から約600年の法灯を受け継ぐ 仏教寺院の三男として生まれる。厳しい父親より身体に仏教精神を叩き込まれる。
幼少の時より霊的神秘体験を体験することでスピリチュアルな事に興味をいだく。
青年期は、アートや人間の構造に強く惹かれ、ファションデザイナーを目指す。桑沢デザイン研究所を卒業し、日本オートクチュール界の第一人者原のぶ子に弟子入りし、本場パリの技法、デザイン哲学、表現や思想を学ぶ。
父親が病で倒れ、寺に戻る決意をし、現在千葉県の浄土宗乗蓮寺住職に就任し、様々な人々の悩みに対し「より深いケア」を行いたいという考えから、心理学、スピリチュアルセミナー、瞑想など、ありとあらゆる精神世界を学び体験する。

## 出演番組
見てはいけないTV（BS日本）